# Una donna sola/L'isola
Una donna sola/L'isola è un singolo della cantante italiana Marisa Sannia pubblicato nel 1968 dalla casa discografica Fonit Cetra.
Il brano Una donna sola ha partecipato a Canzonissima 1968.

## Tracce
1. Una donna sola
2. L'isola